# 平凡的一天
《平凡的一天》是毛不易於2018年7月3日推出的首張錄音室專輯，由李健和赵兆製作，哇唧唧哇在網易雲音樂上發佈，主打歌曲為平凡的一天。
專輯收錄曲目大多是毛不易在畢業實習期間創作，少量是毛不易在《明日之子》比賽中創作，主題為「平凡生活中的美好」。樂評人對專輯的評價普遍正面，数字专辑在網易雲音樂上獨家分發，是2018年平台銷量最高的新上架数字专辑，在2018年度网易云音乐原创盛典上獲「年度专辑」。

## 背景
毛不易畢業於杭州師範大學護理學專業，2016年的時候，他在一家醫院擔任實習護士。實習的一年內，他認為自己不合適護理工作，於是在業餘時間創作了不少歌曲，如寫日記般記錄自己的心情，對未來迷茫的他，將心中「理想的生活狀態」寫成了平凡的一天一曲。2017年6月，毛不易參加綜藝節目《明日之子》出道，在首次上台時，他帶上吉他，自彈自唱了如果有一天我變得很有錢，雖然演出時因為設備故障重錄了三次，吉他弦也崩了，但是節目評委薛之謙很欣賞他的演出，在每輪比賽中都讓毛不易加入的他的小組。毛不易還將比賽初期的不安和迷茫心情寫出了消愁一曲，並在比賽中後期演唱，歌曲很受歡迎，讓他獲得大眾關注，最終他獲得《明日之子》的冠軍。

## 製作
李健擔任專輯製作人，毛不易和李健兩人首次見面是在一場飯局上，當時毛不易並不知道李健會擔任他專輯的製作人，而李健打算藉此和毛不易接觸一下，看是否合適合作。在飯局中，李健分享了自己很多關於音樂和藝術的看法，毛不易雖然大多聽不懂，但是也希望日後能與李健就相關話題暢談。錄製工作開始後，李健又邀請了赵兆聯合製作。毛不易在接受央視的訪問中表示，李健和赵兆兩人給予了他很多有用意見，如新加樂器的音色，能讓整首歌的氛圍轉變，李健也指導他使用哪一種唱腔表達感情。
專輯全部歌曲均由毛不易作曲填詞，編曲主要由赵兆和宋涛負責，向嵬和刘卓各參與到一首歌的編曲。專輯收錄的歌曲絕大部分是毛不易在畢業實習期間創作，少量如消愁是在《明日之子》比赛期間創作。專輯錄製時，由於與歌曲創作時間相距較遠，毛不易大多已經想不起當時的情感，繼而根據當下「想表达的东西做出一些调整」。專輯標題本來不是《平凡的一天》，後來毛不易認為「平凡的一天」更符合專輯想傳達的理念「发现平凡生活中的美好」，才改用現在的標題。實體專輯封面由曾獲金曲獎最佳裝幀設計獎的顏伯駿設計，封面也旨在表現出「平凡生活中的美好」的專輯主題，毛不易也參與了封面設計的討論，並給予了自己對專輯的理解。

## 發行及宣傳
《平凡的一天》数字版選擇在網易雲音樂上獨家數碼分發，一共12首歌，分批發佈。首輪發佈6首新曲，除了主打歌平凡的一天於2018年5月31日零點推出，其餘在6月13日之前陸續推出。第二輪是毛不易《明日之子》比赛期間演出過的6首歌，於6月13日到7月3日期間陸續推出。第三輪為附贈曲，是之前推出的兩首歌的另一個錄音版本。
專輯面世前，製作人李健在新浪微博上發佈一篇長文給勉勵毛不易，稱毛不易是天生的歌者，希望他不受商業化的壓力影響。2018年6月哇唧唧哇和智慧大狗娱乐公司聯合毛不易、廖俊濤和钟易轩三人的原創專輯，以「盛夏创作三部曲」名義在北京進行聯合發佈會。同年8月4日，毛不易在上海广播大厦舉行《平凡的一天》上海记者会暨专辑签售会，並在活動中分享歌曲創作背景。8月12日，毛不易在台北The Wall舉行專輯台北媒體見面會暨專輯簽名會，活動由網易獨家直播，主辦方也邀請了樂隊八三夭為活動站台。
專輯實體CD，台灣由滾石唱片於2018年8月3日發售，專輯分為兩個CD，其一收錄12首歌曲，其二收錄12首歌曲的伴奏版。2020年6月17日，中國大陸由咕嚕文化發售CD和黑膠版，2024年6月3日，咕嚕文化又再推出HQCD版。

## 成績
主打歌平凡的一天在上海電台動感101每週音樂排行榜东方风云榜上兩度獲得冠軍，後來更獲評為26屆东方风云榜十大金曲之一。
專輯第一首歌曲於2018年5月31日在網易雲音樂推出10分鐘後銷量超過43萬首，2018年7月初網易雲音樂公佈的「2018上半年数专排行榜」，《平凡的一天》以超過500萬首銷量成為上半年銷量最高的華語專輯和数字专辑。10月17日，專輯銷量超過1000萬首，同月30日，毛不易獲得網易雲的「数字专辑千万首销量认证」。網易雲音樂公佈《2018年度音乐榜单》中，《平凡的一天》為年度新上架数字专辑销量榜第一。2018年度网易云音乐原创盛典上，專輯獲得「年度专辑」，同年專輯獲得2018年華語金曲獎的「我最喜愛的創作專輯」。据中國大陸数字专辑销售数据统计网站saoju截至2023年6月的統計，專輯累計售出511,408張数字专辑。

## 評價
雜誌《明周》稱「平凡的一天曲風簡單悅耳，寫尋常生活，在細處欣賞美好。給你給我、借等都是唱進心坎的民歌曲風，在繁雜的大城市寄託一點不受污染的思緒。碟內收錄早已為人接受的如果有一天我變得很有錢，口哨聲和輕鬆的唱法，讓人開心的享受窮風流，毛不易的唱腔沒有文青的造作，反而很草根及帶點滄桑，平易近人」。
月貝凡在《星洲日報》發文稱讚專輯的選歌策略，六首舊歌是毛不易在《明日之子》比賽中演唱的作品，迎合了他在比賽中累積的粉絲，同時這六首主題偏向「現實與黯然冷漠的意境」，六首新歌主題是「溫暖與美好的憧憬」，反映了毛不易從普通人到當紅偶像的身份轉變時的「體悟與感觸」。月貝凡還大讚製作人李健在專輯中的作用，「李健以大氣唯美的編曲格式拓展了毛不易的音樂格局，毛不易的創作從冷色調晉升到溫暖基調，兩人天衣無縫的合作完成了這一部流行音樂界的全新典範」。
《鏡周刊》評論員陳于嬙認為毛不易「有敏銳的洞察力，讓他的創作有自成一格的獨特氣息，他不僅寫自己的心事，更多的是別人的故事」。加拿大中文電台也表示「毛不易異稟的音樂天賦真的讓他完整地詮釋了音樂的美感。他敏銳的感受力和洞察力，細膩的內心世界，異常優秀的表達能力，都讓他的創作有一種自成一格的獨特氣息」。

## 曲目
| 数字及CD版Disc1、HQCD版、黑膠版曲目 | 数字及CD版Disc1、HQCD版、黑膠版曲目 | 数字及CD版Disc1、HQCD版、黑膠版曲目 | 数字及CD版Disc1、HQCD版、黑膠版曲目 | 数字及CD版Disc1、HQCD版、黑膠版曲目 |
| 曲序                                | 曲目                                | 编曲                                | 备注                                | 时长                                |
| ----------------------------------- | ----------------------------------- | ----------------------------------- | ----------------------------------- | ----------------------------------- |
| 1.                                  | 平凡的一天                          | 赵兆                                | 黑胶碟一A面曲                       | 4:36                                |
| 2.                                  | 給你給我                            | 赵兆、宋涛                          | 黑胶碟一A面曲                       | 4:01                                |
| 3.                                  | 哎喲                                | 赵兆、宋涛                          | 黑胶碟二A面曲                       | 3:33                                |
| 4.                                  | 一葷一素                            | 赵兆、宋涛                          | 黑胶碟一A面曲                       | 4:41                                |
| 5.                                  | 南一道街                            | 赵兆、宋涛                          | 黑胶碟一B面曲                       | 4:01                                |
| 6.                                  | 想你想你                            | 向嵬、赵兆                          | 黑胶碟一B面曲                       | 3:10                                |
| 7.                                  | 像我這樣的人                        | 赵兆、宋涛                          | 黑胶碟一A面曲                       | 3:27                                |
| 8.                                  | 借                                  | 赵兆、宋涛                          | 黑胶碟一A面曲                       | 4:03                                |
| 9.                                  | 盛夏                                | 赵兆、宋涛                          | 黑胶碟一B面曲                       | 4:34                                |
| 10.                                 | 消愁                                | 赵兆                                | 黑胶碟一B面曲                       | 4:21                                |
| 11.                                 | 芬芳一生                            | 刘卓                                | 黑胶碟一B面曲                       | 4:04                                |
| 12.                                 | 如果有一天我變得很有錢              | 赵兆                                | 黑胶碟二A面曲                       | 2:50                                |

| 数字及CD版Disc2、黑膠版曲目 | 数字及CD版Disc2、黑膠版曲目      | 数字及CD版Disc2、黑膠版曲目 | 数字及CD版Disc2、黑膠版曲目 |
| 曲序                        | 曲目                             | 备注                        | 时长                        |
| --------------------------- | -------------------------------- | --------------------------- | --------------------------- |
| 13.                         | 平凡的一天（伴奏版）             | 黑胶碟二B面曲               | 4:41                        |
| 14.                         | 给你给我（伴奏版）               | 黑胶碟二B面曲               | 4:01                        |
| 15.                         | 哎哟（伴奏版）                   |                             | 3:34                        |
| 16.                         | 一荤一素（伴奏版）               | 黑胶碟二B面曲               | 4:40                        |
| 17.                         | 南一道街（伴奏版）               |                             | 4:00                        |
| 18.                         | 想你想你（伴奏版）               |                             | 3:14                        |
| 19.                         | 像我这样的人（伴奏版）           | 黑胶碟二B面曲               | 3:31                        |
| 20.                         | 借（伴奏版）                     |                             | 4:03                        |
| 21.                         | 盛夏（伴奏版）                   |                             | 4:35                        |
| 22.                         | 消愁（伴奏版）                   | 黑胶碟二B面曲               | 4:21                        |
| 23.                         | 芬芳一生（伴奏版）               |                             | 4:07                        |
| 24.                         | 如果有一天我变得很有钱（伴奏版） |                             | 2:52                        |

| 数字版Disc3、黑膠版曲目 | 数字版Disc3、黑膠版曲目 | 数字版Disc3、黑膠版曲目 | 数字版Disc3、黑膠版曲目 |
| 曲序                    | 曲目                    | 备注                    | 时长                    |
| ----------------------- | ----------------------- | ----------------------- | ----------------------- |
| 25.                     | 给你给我（Ver.2）       | 黑胶碟二A面曲           | 3:33                    |
| 26.                     | 一荤一素（Ver.2）       | 黑胶碟二A面曲           | 4:25                    |

## 發行歷史
| 地區     | 日期          | 形式     | 版本   | 廠牌     | 來源   |
| -------- | ------------- | -------- | ------ | -------- | ------ |
| 中國大陸 | 2018年7月3日  | 数字下载 | 数字版 | 哇唧唧哇 | [ 5 ]  |
| 中國大陸 | 2020年6月17日 | CD       | CD版   | 咕嚕文化 | [ 12 ] |
| 中國大陸 | 2020年6月17日 | 黑膠     | 黑膠版 | 咕嚕文化 | [ 13 ] |
| 中國大陸 | 2024年6月3日  | HQCD     | HQCD版 | 咕嚕文化 | [ 14 ] |
| 台灣     | 2018年8月3日  | CD       | CD版   | 滾石     | [ 11 ] |